# サンフィッシュ (潜水艦)
サンフィッシュ (USS Sunfish, SS-281) は、アメリカ海軍の潜水艦。ガトー級潜水艦の一隻。
艦名はマンボウの英語名 (osean "sunfish") に因むが、北米の淡水にはオオクチバスやブルーギルが属するサンフィッシュ科という淡水魚が生息し、「サンフィッシュ」部隊のパッチやペナントには淡水魚のサンフィッシュが描かれるという混乱が生じている。
なお、退役から24年後にスタージョン級原子力潜水艦7番艦として2代目「サンフィッシュ (SSN-649)」が就役している。

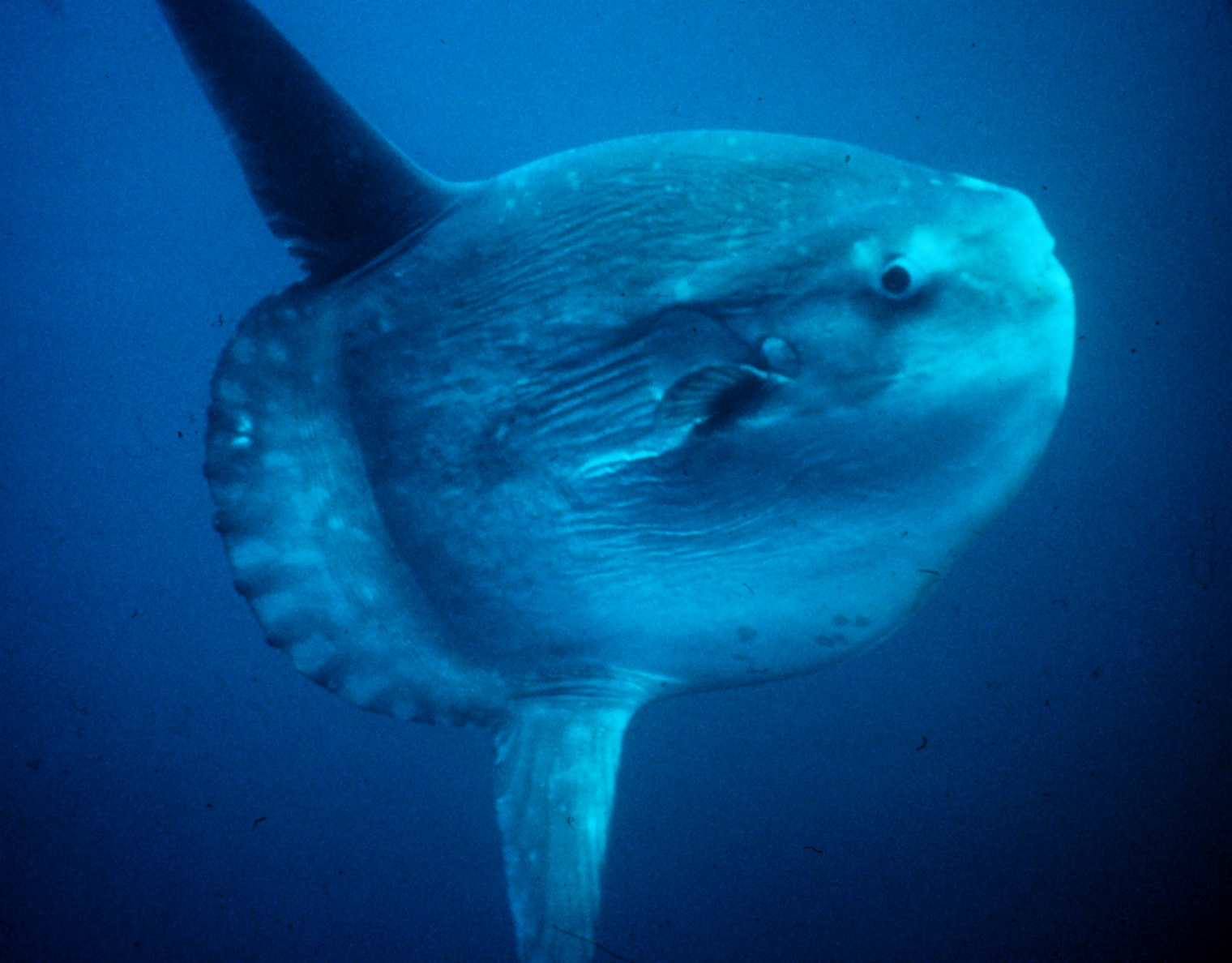
由来とされるマンボウ（Ocean sunfish）

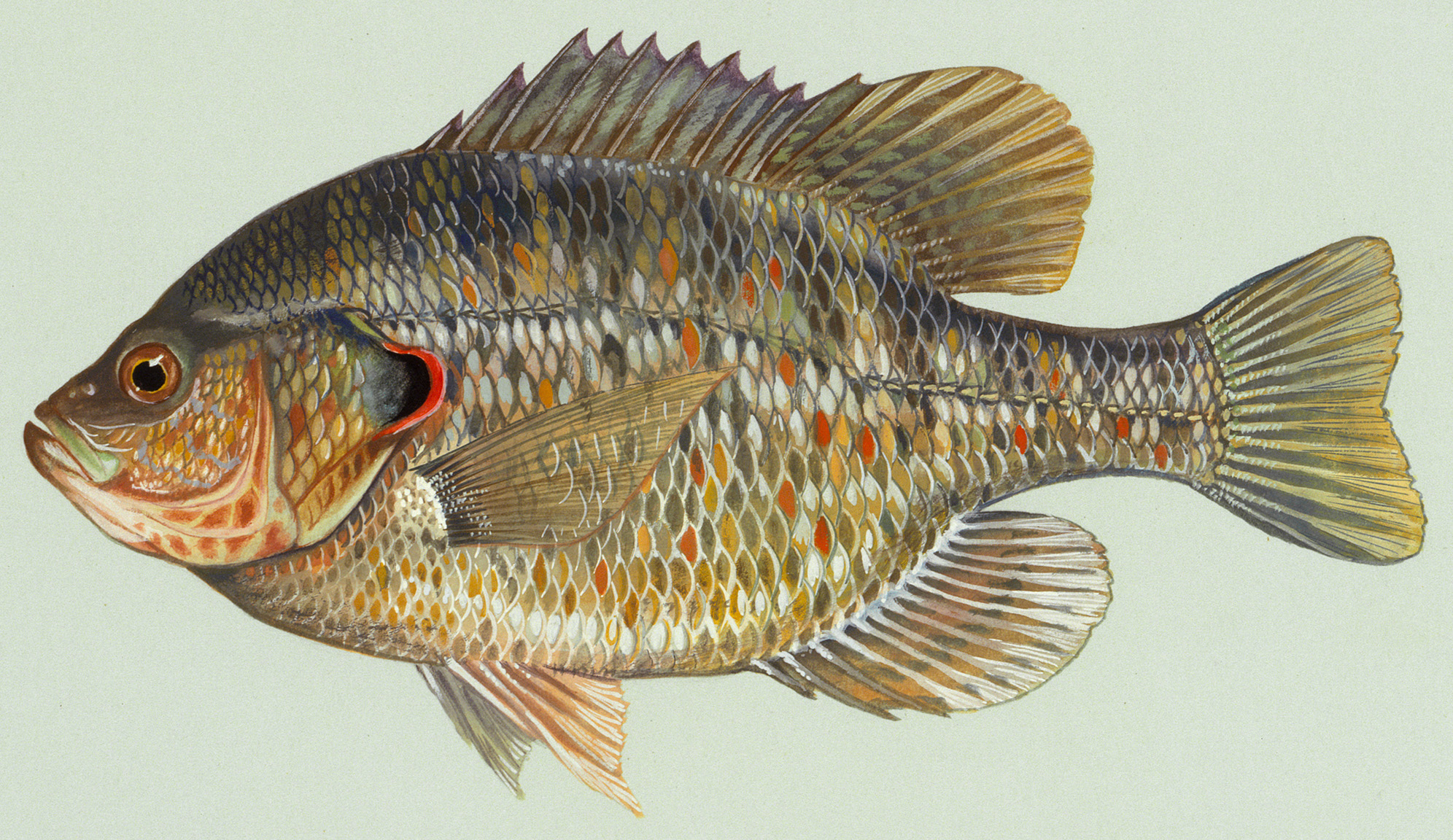
デザインに用いられるサンフィッシュ科の一種（Redear sunfish）

## 艦歴
「サンフィッシュ」は1941年9月25日にカリフォルニア州ヴァレーホのメア・アイランド海軍造船所で起工する。1942年5月2日にJ・W・ファウラー夫人によって進水し、艦長リチャード・W・ピーターソン少佐（アナポリス1931年組）の指揮下1942年7月15日に就役する。就役後はサンディエゴ湾で整調を行い、サンフランシスコに帰還すると整調後の信頼性試験を行う。10月26日に太平洋へ向けて出航し、11月1日に真珠湾に到着した。

### 第1、第2の哨戒 1942年11月 - 1943年4月
11月23日、「サンフィッシュ」は最初の哨戒で日本近海に向かった。北海道と本州の沖合で哨戒した後南下し、12月12日には北緯34度34分 東経137度33分 / 北緯34.567度 東経137.550度の地点で「衣笠型重巡洋艦」に対して魚雷を2本発射したが、命中しなかった。12月16日から17日の夜にかけて伊勢湾口に機雷を敷設し、翌12月18日には北緯34度06分 東経136度55分 / 北緯34.100度 東経136.917度の大王崎近海で輸送船共和丸を発見し、魚雷を3本発射したが命中しなかった。1943年1月14日、53日間の行動を終えてミッドウェー島に帰投した。
2月4日、「サンフィッシュ」は2回目の哨戒で東シナ海に向かった。3月7日夜、サンフィッシュは北緯26度55分 東経122度25分 / 北緯26.917度 東経122.417度の地点で貨客船「丹後丸」（日本郵船、6,893トン）に対して浮上攻撃により魚雷を計7本発射し、合計3本の魚雷が命中した音が聞こえ、「サンフィッシュ」は爆発を確認した。しかし、「丹後丸」は魚雷を回避しており、反撃して退避していった。「サンフィッシュ」は、その後の2日間対潜攻撃を受け、海中でじっとしてる他はなかったが、幸いにも重大な損害からは逃れることができた。3月9日夕刻には、北緯27度05分 東経121度16分 / 北緯27.083度 東経121.267度の地点で高雄に向かっていた海軍徴傭船「浅間丸」（日本郵船、16,947トン）を発見し、魚雷を4本発射して3つの爆発を確認した。ところが、この攻撃もまた魚雷は命中しておらず、攻撃後は護衛の駆逐艦「峯風」の制圧を受けた。3月13日夜23時過ぎ、「サンフィッシュ」は北緯29度08分 東経129度10分 / 北緯29.133度 東経129.167度の種子島近海で輸送船「興生丸」（岡田商船、3,262トン）を発見し、魚雷を3本発射。1本が命中し、「興生丸」は被害甚大のため宝島に座礁して果てた。4月3日、58日間の行動を終えて真珠湾に帰投した。

### 第3、第4の哨戒 1943年5月 - 9月
5月4日、「サンフィッシュ」は3回目の哨戒でトラック諸島、カロリン諸島方面に向かった。しかし、この哨戒では目ぼしい日本船には遭遇せず、5月23日にアンガウル島の偵察を実施し、5月28日にはヤップ島の東500海里にあるファイス島の精製所に対して3インチ砲による艦砲射撃を実施した。6月24日、57日間の行動を終えて真珠湾に帰投した。
7月28日、「サンフィッシュ」は4回目の哨戒で東シナ海、台湾方面に向かった。8月13日、北緯24度04分 東経142度01分 / 北緯24.067度 東経142.017度の地点で2隻から3隻の大きな目標を発見し、魚雷を6本と4本の計10本発射。魚雷は二度目に発射した4本の魚雷のうち3本が特設砲艦「江戸丸」（広南汽船、1,299トン）に命中し撃沈。高さ60mはあろう炎が望見された。「サンフィッシュ」では、撃ち沈めた目標は「1万トン級輸送船」と「1万トン級タンカー」であると判断していた。8月23日未明には、北緯22度35分 東経119度10分 / 北緯22.583度 東経119.167度の地点で10隻の輸送船団を発見し魚雷を3本発射、「黒龍丸型輸送船」の撃破を報じた。9月3日夜、スコールから抜けた「サンフィッシュ」のレーダーが複数の目標を探知し、翌9月4日未明にいたり、北緯22度06分 東経119度50分 / 北緯22.100度 東経119.833度の高雄南西90キロ地点で接近しつつある輸送船2隻と護衛艦1隻に対して魚雷を4本発射。魚雷は陸軍輸送船「宏山丸」（山本汽船、4,180トン）に2本が命中し、「宏山丸」はすぐに沈む気配を見せなかったので曳航されていったが、翌日沈没した。帰還途中の9月18日には、北緯25度02分 東経145度11分 / 北緯25.033度 東経145.183度の地点で大型輸送船と2隻の「鴻型水雷艇」を発見し、魚雷を3本発射。2つの爆発音に続いて40発もの爆雷攻撃を受けたが被害はなく、5,600トン級輸送船の撃沈を報じた。9月25日、60日間の行動を終えてミッドウェー島に帰投。真珠湾に回航されて改装を行った。

### 第5、第6の哨戒 1943年10月 - 1944年3月
10月16日、「サンフィッシュ」は5回目の哨戒で東シナ海、台湾方面に向かった。しかし、哨戒は悪天候に悩まされ、12月3日には北緯29度19分 東経146度41分 / 北緯29.317度 東経146.683度の地点で2隻の駆逐艦を伴う2隻の空母を発見したが、攻撃までにはいたらなかった。12月14日、59日間の行動を終えて真珠湾に帰投。艦長がエドワード・E・シェルビー少佐（アナポリス1933年組）に代わった。
1944年1月14日、「サンフィッシュ」は6回目の哨戒でマリアナ諸島方面に向かった。1月21日から30日にかけてはタオンギ環礁とコスラエ島の写真偵察を実施。2月17日のトラック島空襲では、パイロット救助と脱出艦船攻撃の任務に就いた。2月23日未明、雨の中、北緯15度17分 東経145度03分 / 北緯15.283度 東経145.050度のサイパン島西方海域で日本本土に向かって航行中の特設運送船（給炭）「新夕張丸」（三井船舶、5,355トン）など複数の目標を探知する。折からトラック島空襲を終えた第58任務部隊（マーク・ミッチャー少将）がマリアナ諸島にも来襲しており（マリアナ諸島空襲）、第58任務部隊機から同士討ちされないよう接近した。「サンフィッシュ」は空母「ヨークタウン (USS Yorktown, CV-10) 」の艦載機が飛び回る中、最初の攻撃では「翔鶴型航空母艦」に対して魚雷を6本発射し、「3本を確実に命中させて撃沈した」とした。続いて、二度にわたって魚雷を3本ずつ発射して新夕張丸に命中させ航行不能に陥らせ、三度目の止めの魚雷を1本発射して新夕張丸を撃沈した、3月7日、53日間の行動を終えて真珠湾に帰投。サンフランシスコに回航され、ハンターズ・ポイント海軍造船所でオーバーホールに入った。

### 第7、第8の哨戒 1944年6月 - 9月
6月22日、「サンフィッシュ」は7回目の哨戒で千島列島方面に向かった。7月5日午後、北緯51度28分 東経156度28分 / 北緯51.467度 東経156.467度の幌筵島近海で輸送船「神明丸」（栗林商船、2,577トン）を発見する。目標が近くを航行していたソ連船ではないことを確認したのち、魚雷を3本発射して1本を命中させた。夜に入って浮上し、さらに魚雷を3本発射し1本をもって止めとした。7月7日には、北緯47度37分 東経152度39分 / 北緯47.617度 東経152.650度の地点で、少なくとも14隻のトロール船とサンパンの船団を発見し、浮上砲戦でことごとく破壊しつくした。7月9日朝には北緯51度19分 東経155度43分 / 北緯51.317度 東経155.717度の阿頼度島近海で2隻の「吹雪型駆逐艦」を配したキ504船団を発見し、大型輸送船と中型輸送船に対して魚雷を3本ずつ発射。魚雷は陸軍輸送船「太平丸」（太洋海運、6,284トン）に命中してこれを撃沈した。8月1日、40日間の行動を終えてミッドウェー島に帰投した。
8月20日、「サンフィッシュ」は8回目の哨戒で東シナ海方面に向かった。8月31日未明、北緯30度55分 東経140度03分 / 北緯30.917度 東経140.050度の地点で3隻の中型上陸艦艇を発見し、魚雷を1本だけ発射したが、命中した様子はなかった。9月10日昼ごろには、北緯33度49分 東経127度14分 / 北緯33.817度 東経127.233度の巨文島南方19海里地点でミ19船団を発見。2隻の輸送船に対して魚雷を3本と2本の計5本発射し、魚雷はタンカー「千早丸」（日本郵船、4,710トン）に3本が命中、「千早丸」は船首の一部を海上に露出した状態で沈没した。9月12日夜、「サンフィッシュ」は北緯34度44分 東経125度01分 / 北緯34.733度 東経125.017度の地点で節船団を発見し、日付が9月13日になった直後に魚雷を5本発射したが、命中しなかった。節船団を追跡したまま13日夜に入り、北緯34度31分 東経124度46分 / 北緯34.517度 東経124.767度の小黒山島北西55km地点で再び魚雷を4本と3本、2本の計9本発射。魚雷は輸送船「江田島丸」（日本郵船、6,933トン）に2本が命中して船体を分断させ、前半部は沈没していったが、後半部は長江河口まで流れ着き、30日になってようやく沈没した。3時間後に三度目の攻撃で魚雷を4本発射したが、この攻撃に効果はなかった。9月19日、「サンフィッシュ」は北緯30度32分 東経151度36分 / 北緯30.533度 東経151.600度の地点で2隻の大型哨戒艇を発見し、浮上砲戦を行った。9月27日、38日間の行動を終えて真珠湾に帰投した。

### 第9の哨戒 1944年10月 - 12月
10月23日、「サンフィッシュ」は9回目の哨戒で「ピート (USS Peto, SS-265) 」「スペードフィッシュ (USS Spadefish, SS-411) 」とウルフパックを構成し黄海方面に向かった。11月17日午後、「サンフィッシュ」は済州島西方150キロの地点でミ27船団を発見する。ミ27船団の進む航路はすでにヒ81船団が先行しており、ヒ81船団は「スペードフィッシュ」と、別のウルフパックの「クイーンフィッシュ (USS Queenfish, SS-393) 」および「ピクーダ (USS Picuda, SS-382) 」からの攻撃にさらされていた。ゆえに、ヒ81船団攻撃で接近した潜水艦の一部は、後続のミ27船団にも食いつく結果となった。夕暮れ時になって、先頭と二番目の輸送船に対して魚雷を3本ずつ発射したが、何ら変化が見られず逆に23発の爆雷攻撃に見舞われ、いったんミ27船団を見失ってしまった。浮上して約4時間後にミ27船団に追いつき、北緯33度35分 東経124度42分 / 北緯33.583度 東経124.700度の地点での二度目の攻撃で再び先頭の輸送船と二番船に対して魚雷を3本ずつ発射、魚雷は2本から3本が目標に命中したとみられた。日付が11月18日なってから三度目の攻撃で20ミリ機銃を撃ちつつ、小型輸送船に対して魚雷を3本発射したが、この攻撃は成功しなかった。3時間後、「サンフィッシュ」は四度目の攻撃を仕掛け、魚雷を3本発射。魚雷は1本目と3本目が目標に命中したのが確認された。ミ27船団に対する一連の攻撃で、「サンフィッシュ」は2隻の輸送船、「盛祥丸」（東和汽船、5,463トン）と「江戸川丸」（日本郵船、6,968トン）の撃沈が認定された。日本側記録では、二番目と四番目の攻撃で「盛祥丸」が沈没し、同じく二番目の攻撃で「江戸川丸」が被雷したと記す。また、ミ27船団には空母はいなかったが、サンフィッシュは船団中に「大鷹型航空母艦のような艦船」を発見し、そのスケッチを残している。11月30日午後には、北緯38度08分 東経124度35分 / 北緯38.133度 東経124.583度の地点で2つの目標を発見し、魚雷を5本発射。魚雷は貨客船「大連丸」（大連汽船、3,748トン）に1本が命中してこれを撃沈した。12月19日、56日間の行動を終えてマジュロに帰投した。

### 第10、第11の哨戒 1945年1月 - 4月
1945年1月15日、「サンフィッシュ」は10回目の哨戒で東シナ海、黄海方面に向かった。しかし、2月20日に北緯38度16分 東経124度29分 / 北緯38.267度 東経124.483度の地点で1,000トン級輸送船を発見して潜望鏡を操作していたところ、浮氷に接触して2本とも損傷したため哨戒を打ち切った。2月27日、37日間の行動を終えてグアム島アプラ港に帰投。艦長がジョン・W・リード少佐（アナポリス1938年組）に代わった。

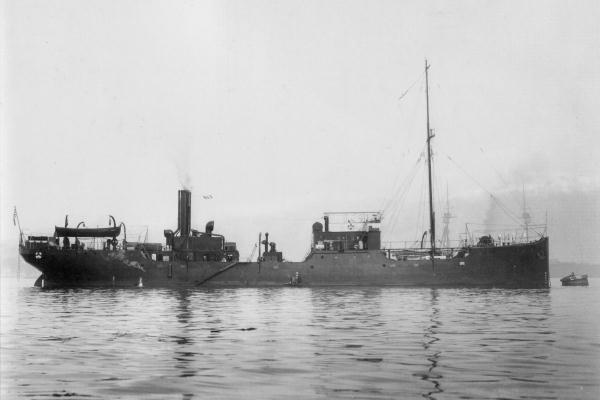
快鳳丸（1917年。特務艦「剣埼」時代）

3月31日、「サンフィッシュ」は11回目の哨戒で日本近海に向かった。大湊に出入りする艦船の動向を監視していたが、4月9日に艦体にダメージを受ける。この日、「サンフィッシュ」は北緯39度27分 東経142度05分 / 北緯39.450度 東経142.083度の地点で近在の僚艦「パーチー (USS Parche, SS-384) 」とともに艦船に接敵していたが、「パーチー」が「第3号掃海艇」を撃沈したのに続いて「サンフィッシュ」は6,000トンから8,000トン級輸送船に対して魚雷を4本発射し、1本を目標に命中させたが、反撃を受けて備砲を損傷した。ダメージは大したことはなく、応急修理でしのいだ。4月14日には北緯41度48分 東経141度13分 / 北緯41.800度 東経141.217度の地点で2,000トン級輸送船を発見し、魚雷3本を発射したが命中しなかった。4月16日、北緯39度36分 東経142度05分 / 北緯39.600度 東経142.083度の岩手県魹ヶ崎沖で小輸送船団を発見し、魚雷を6本発射。この攻撃で「第73号海防艦」と輸送船「萬龍丸」（拿捕船、元オランダ船バルウック、1,623トン）を撃沈した。3日後の4月19日未明には、北緯42度09分 東経142度20分 / 北緯42.150度 東経142.333度の厚賀沖で、千島列島から北海道に移動する陸軍部隊を輸送中の特設砲艦「快鳳丸」（農林省、1,093トン。元特務艦「剣崎」）と輸送船「大誠丸」（大阪商船、1,948トン）の2隻を発見し、魚雷を6本と4本の計10本発射して両船に命中させた。三度目の攻撃で、止めに魚雷を1本だけ発射したものの、目標が停止していたにもかかわらず命中しなかった。しかし、目標は2隻とも沈没した。4月28日、29日間の行動を終えて真珠湾に帰投。2日後にメア・アイランド海軍造船所に向けて回航された。その後、同造船所で5月7日から7月31日までの間オーバーホールを受け、8月9日に真珠湾へ再び戻る。8月15日の終戦時、サンフィッシュは新たな哨戒の準備中であった。

### 戦後
8月29日に真珠湾を出航した「サンフィッシュ」は西海岸に向かい、9月5日にメア・アイランド海軍造船所に到着、不活性化が行われ1945年12月26日に予備役となる。その後も訓練用などに使用されることもなく予備役艦として保管され、1960年5月1日に除籍された。
「サンフィッシュ」は第二次世界大戦の戦功で9個の従軍星章を受章した。